# Botryobasidium intertextum
Botryobasidium intertextum är en svampart som först beskrevs av Ludwig David von Schweinitz, och fick sitt nu gällande namn av Jülich & Stalpers 1980. Botryobasidium intertextum ingår i släktet Botryobasidium och familjen Botryobasidiaceae.  Arten är reproducerande i Sverige. Inga underarter finns listade i Catalogue of Life.

## Bildgalleri

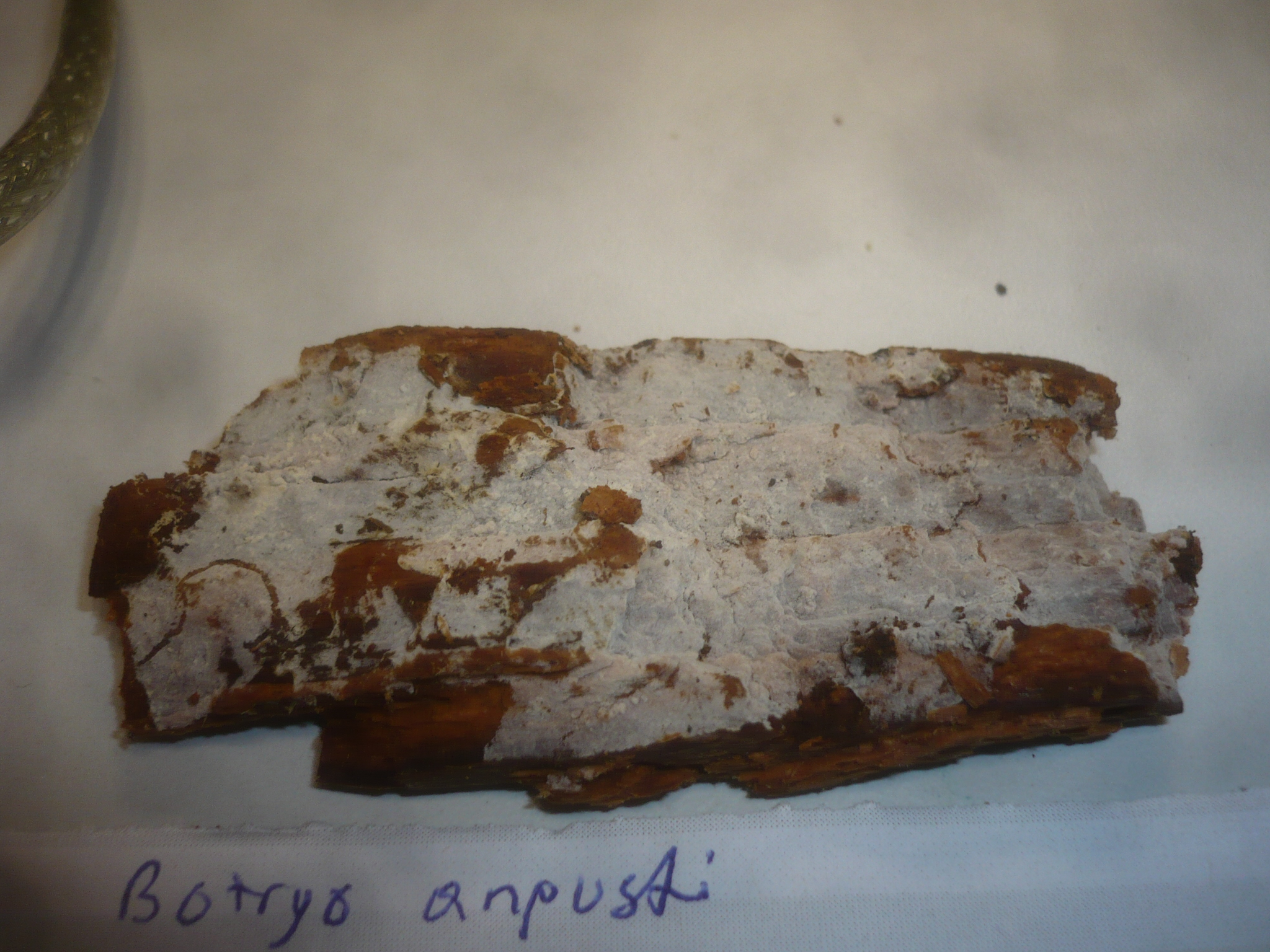